# Garzadori
I Garzadori sono un'antica famiglia aristocratica vicentina.

## Storia

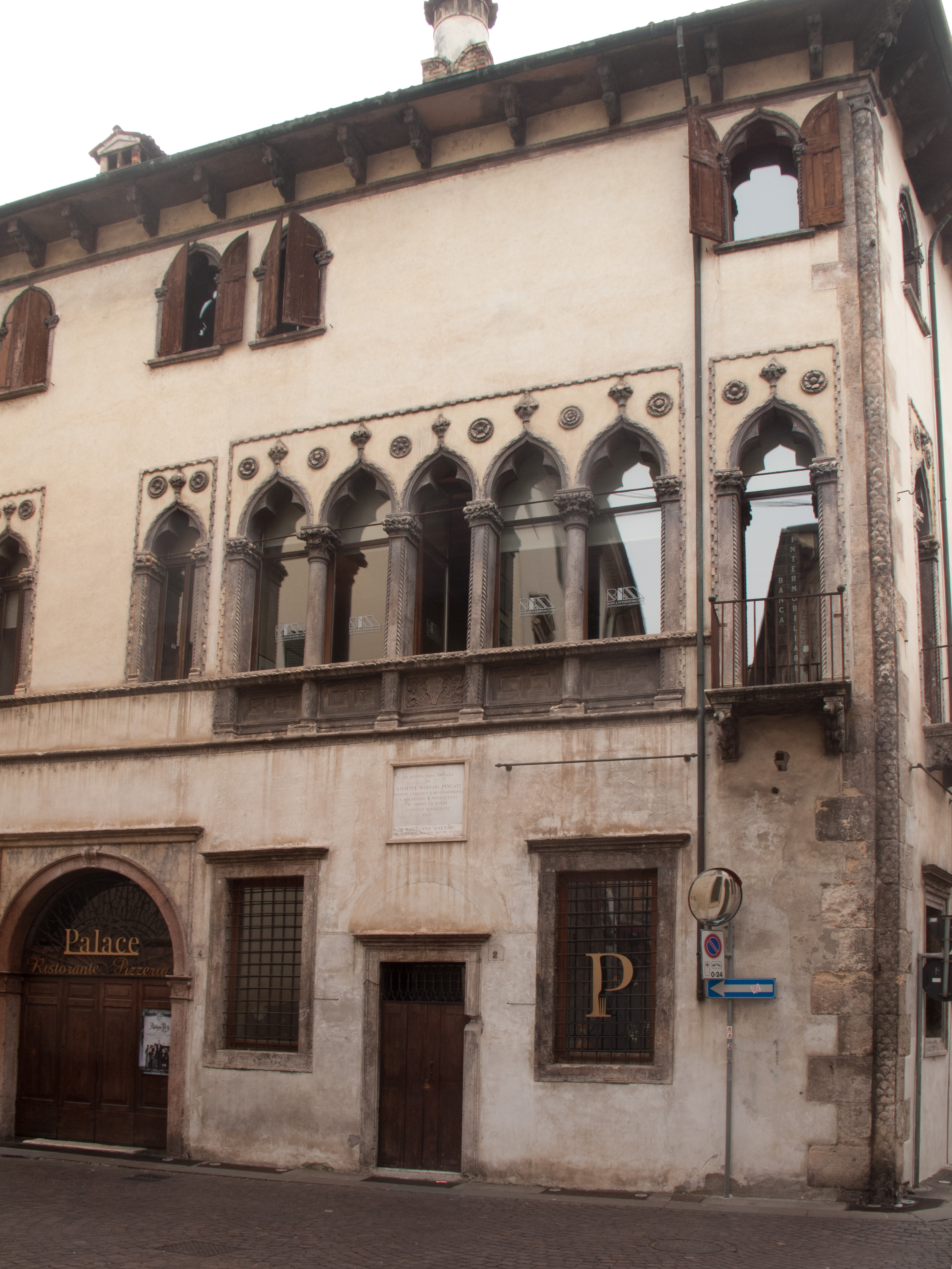
Vicenza - Palazzo Garzadori in contrà Piancoli a Vicenza, facciata

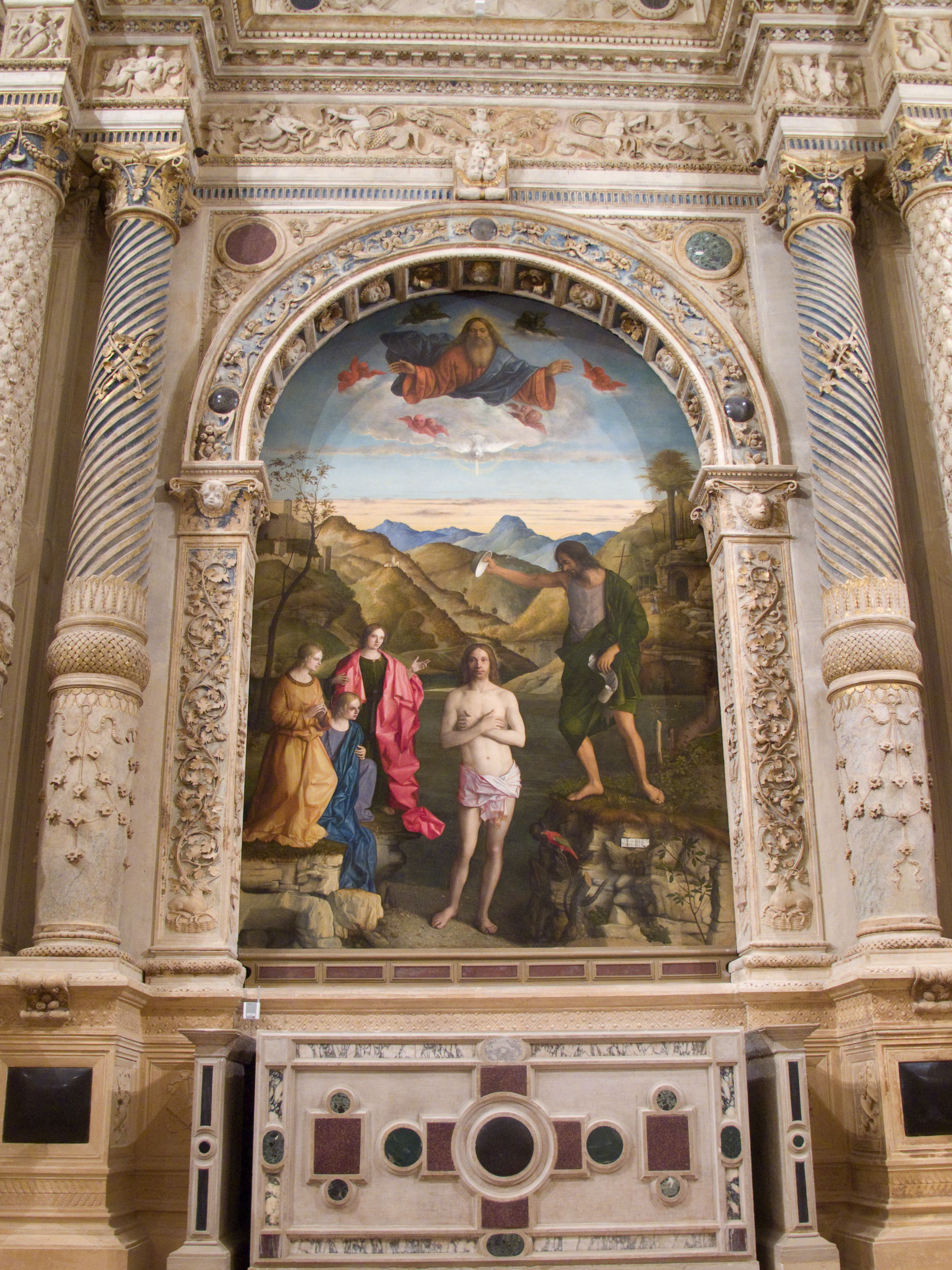
Altare Graziani Garzadori in Santa Corona

Il nome Garzadori si collega a quello delle Garziere di Santorso, e ricorda l'arte della lana; è infatti una corruzione di Cardatoria, dal cardus adoperato dei lanieri per districare e pulire la lana, passandola negli scardassi.
Secondo il cronista del Quattrocento Battista Pagliarini, citato dallo storico vicentino Giovanni Mantese, la famiglia sarebbe di origine tedesca, stabilitasi nel XII secolo a Torrebelvicino, in Val Leogra, anticamente chiamata, come afferma Francesco Barbarano, "Valle dei Garzadori". Il Mantese peraltro - considerando il fatto che il nome è di origine latina e non tedesca - individua un collegamento con la famiglia romana Cartoria, anch'essa abitante in queste terre, che aveva assunto il nome dall'arte della lana e conduceva una grande industria laniera.

## Membri illustri
- Coriolano Garzadoro o Garzadori (Vicenza, 1543 – Vicenza, 26 marzo 1618), vescovo di Ossero e diplomatico
- Girolamo Garzadori, che a metà del Cinquecento commissionò ad Andrea Palladio un palazzo e una villa, che non furono realizzati a causa della sua morte
- Vincenzo e Giovan Battista Garzadori, le cui statue figurano all'interno del Teatro Olimpico, di cui furono patroni
- Ottaviano Garzadori, del Seicento, dapprima vescovo di Boiano, poi arcivescovo di Zara

## Luoghi e architetture
- Palazzo Garzadori al Brotton, costruito per Giambattista Garzadori, edificio non più esistente[2]
- Palazzo Garzadori Fattore, in contrà Lioy.

Costruito nel sesto decennio del Quattrocento In stile gotico fiorito; conserva il portone e una trifora del tempo.
- Palazzo Graziani Garzadori, in contrà Piancoli, 10/12. 45.5467°N 11.5484°E

Costruito a metà del Cinquecento, su richiesta di Girolamo Garzadori che intendeva ristrutturare le case ereditate dalla zio Battista Graziani. Forse al Palladio viene richiesto uno studio in merito, ma la morte del committente, avvenuta nel 1567, annullò il rapporto anche se, come ricordano alcune testimonianze documentarie, era già stata costruita almeno una prima parte entro il 1564. Fu il figlio Girolamo che completò la fabbrica, sicuramente prima della morte di Palladio; lo schema compositivo è legato a strutture palladiane consimili. È comunque inserito tra i palazzi palladiani patrimonio UNESCO.
- Palazzo Garzadori, in contrà Piancoli 2-4, angolo contrà Ponte San Michele. 45.54657°N 11.54828°E

Edificio gotico tra i più importanti e meglio conservati della città, costruito intorno al 1460 inglobando strutture romaniche.
- Altare Graziani Garzadori

Il più sontuoso della città di Vicenza, nella chiesa di Santa Corona.
- Altare Garzadori, nella chiesa di Santa Maria dei Servi.

Opera di Francesco Albanese il Vecchio, il primo altare a destra, commissionato da Giuseppe Garzadori nel 1594.
- Villa Garzadori-Dainese, in località Panna a Polegge 45.595525°N 11.555704°E.

Al centro del vasto possedimento di proprietà della famiglia Garzadori, già nel Cinquecento era un grande complesso con mulini, alimentati dalla roggia Panna che passa sotto la villa. I Garzadori commissionarono ad Andrea Palladio il progetto di una villa che sostituisse le costruzioni esistenti, ma esso non ricevette attuazione per la morte di uno dei proprietari. La villa fu ristrutturata nel Seicento da un altro Garzadori, arcivescovo di Zara.
- Villa Garzadori-Thiene-Berton, a Polegge 45.584081°N 11.554168°E

Il nucleo più antico lascia intravedere elementi gotici del Quattrocento; all'interno vi sono ancora due antichi camini. La costruzione fu diverse volte rimaneggiata nel Cinquecento e nel Seicento. A poca distanza verso ovest, in località Fornasette, i Garzadori nel Cinquecento possedevano due fornaci per laterizi, ancora esistenti ma non restaurate.